# Shane Brathwaite
Shane Brathwaite (ur. 8 lutego 1990 w Bridgetown) – barbadoski lekkoatleta, płotkarz.
Na początku kariery, jako junior i junior młodszy, stawał na podium CARIFTA Games oraz mistrzostw panamerykańskich juniorów. Podczas mistrzostw świata juniorów młodszych w 2007 zdobył złoty medal w rywalizacji ośmioboistów. Na rozegranych w 2008 roku w Bydgoszczy mistrzostwach świata juniorów dotarł do półfinału w biegu na 400 metrów przez płotki. Uczestnik igrzysk Wspólnoty Narodów kadetów w Pune (2008). W 2011 zajął czwarte miejsce w biegu na 110 metrów przez płotki podczas mistrzostw Ameryki Środkowej i strefy Karaibów. Złoty medalista młodzieżowych mistrzostw NACAC w biegu na 110 metrów przez płotki z 2012. Shane Brathwaite reprezentował Barbados podczas igrzysk olimpijskich w Londynie w 2012, gdzie odpadł w eliminacjach biegu na 110 metrów przez płotki. Mistrz Ameryki Środkowej i Karaibów z roku 2013. Rok później zdobył brązowy medal igrzysk Wspólnoty Narodów w Glasgow. Brązowy medalista igrzysk panamerykańskich w Toronto (2015). Zwycięzca igrzysk panamerykańskich w 2019 w Limie i wicemistrz igrzysk Wspólnoty Narodów w 2022 w Birmingham w tej konkurencji. 
Medalista mistrzostw Barbadosu.  
Rekordy życiowe: bieg na 60 metrów przez płotki (hala) – 7,64 (20 marca 2016, Portland); bieg na 110 metrów przez płotki (stadion) – 13,21 (24 lipca 2015, Toronto). Rekordzista kraju w biegu na 55 metrów przez płotki (7,15 w 2013).